# Jean de Clamorgan
Jean de Clamorgan (c. 1480-desconocido, Coutances), señor de Saâne, fue un almirante y cartógrafo francés. Se le considera uno de los mejores almirantes de la historia de la marina francesa.

## Biografía

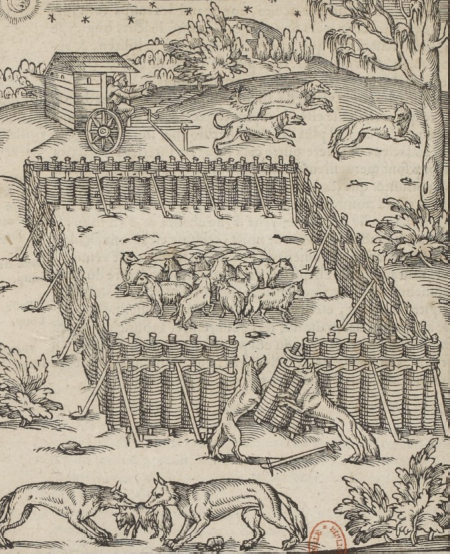
Ilustración de La chasse du loup.

Normando de nacimiento, sirvió exitosamente en la marina francesa durante toda su vida. Durante la Guerra italiana de 1542-1546 fue nombrado Capitán de Poniente por el rey Francisco I. En 1543 se le envió al mando de la armada a estorbar el tráfico naval del reino de Dinamarca, cuyo rey Cristián III se negaba a enviar su prometida ayuda a Francisco hasta que se le saldase su deuda de 100.000 escudos. Todo lo que consiguió, sin embargo, fue capturar algunos mercantes flamencos con ruta a España. Poco después Clamorgan fue enviado a saquear la costa española, pero resultó capturado con toda su flota por Álvaro de Bazán el Viejo en la batalla de Muros.
Tras la derrota de Muros se retiró a su tierra natal, donde escribió un famoso tratado sobre la caza del lobo, La chasse du loup, publicado en 1567. Fue también autor de un mapamundi oficial para Francisco antes de su muerte.